# Ctenomys osvaldoreigi
Ctenomys osvaldoreigi là một loài động vật có vú trong họ Ctenomyidae, bộ Gặm nhấm. Loài này được Contreras miêu tả năm 1995.